# Mazda Xedos 6
O Xedos 6 foi um automóvel de luxo produzido pela Mazda e vendido no mercado europeu. Foram produzidos modelos de 1993 a 1999, disponíveis nas versões 1.6i e 2.0 V6.